# Kaiserpokal 2005
Der Kaiserpokal 2005 war die 85. Austragung des Kaiserpokals, des höchsten japanischen Fußballpokalwettbewerbs. Sieger des Wettbewerbs waren die Urawa Reds.

## Ergebnisse

### 1. Runde
|                                      | Ergebnis |                                  |
| ------------------------------------ | -------- | -------------------------------- |
| Mie-Chukyo-Universität               | 4:0      | Yamagata Chuo High School        |
| Universität Hachinohe                | 2:6      | Honda Lock                       |
| ALO's Hokuriku                       | 4:2      | Kansai-Universität               |
| FC Ryukyu                            | 5:2      | Universität Tokuyama             |
| Rosso Kumamoto                       | 1:2      | Mitsubishi Mizushima             |
| Banditonce Kobe                      | 1:0      | FC Antelope Shiojiri             |
| FC Central Chugoku                   | 3:1      | Japan Soccer College             |
| Grulla Morioka                       | 2:4      | Sagawa Printing                  |
| Universität Sapporo                  | 2:0      | Nirasaki Astros                  |
| SC Tottori                           | 1:0      | Sportuniversität Kanoya          |
| Universität Kōchi                    | 0:5      | FC Horikoshi                     |
| Maruoka High School                  | 0:3      | Sagawa Express Chugoku           |
| Biwako Seikei Sport College          | 2:1      | Oita Trinita U-18                |
| Takada FC                            | 2:0      | Takamatsu FC                     |
| FC Primeiro                          | 2:1      | Kanazawa SC                      |
| TDK                                  | 1:3      | Ehime FC                         |
| Kyushu Inax                          | 2:1      | Kashiwa Reysol U-18              |
| Hitachi Tochigi                      | 1:2      | Ain Food                         |
| Mitsubishi Heavy Industries Nagasaki | 4:3      | Hatsushiba Hashimoto High School |
| Chukyo High School                   | 1:3      | Sanyo Electric Tokushima         |

### 2. Runde
|                          | Ergebnis |                                      |
| ------------------------ | -------- | ------------------------------------ |
| Mie-Chukyo-Universität   | 1:2      | Honda Lock                           |
| ALO's Hokuriku           | 3:1      | Universität Hamamatsu                |
| FC Ryukyu                | 1:0      | Denso                                |
| Mitsubishi Mizushima     | 2:0      | Banditonce Kobe                      |
| FC Central Chugoku       | 0:5      | Sagawa Printing                      |
| Universität Sapporo      | 0:1      | Universität Sendai                   |
| SC Tottori               | 2:3      | Sagawa Express Tokyo                 |
| FC Horikoshi             | 2:0      | Saitama SC                           |
| Sagawa Express Chugoku   | 0:3      | Biwako Seikei Sport College          |
| Takada FC                | 1:6      | Universität Fukuoka                  |
| FC Primeiro              | 1:4      | Universität Tsukuba                  |
| Ehime FC                 | 5:1      | Kyushu Inax                          |
| Ain Food                 | 4:1      | Mitsubishi Heavy Industries Nagasaki |
| Sanyo Electric Tokushima | 1:0      | Tōkai-Universität                    |

### 3. Runde
|                    | Ergebnis        |                             |
| ------------------ | --------------- | --------------------------- |
| Tochigi SC         | 0:1             | Honda Lock                  |
| Shonan Bellmare    | 1:2             | ALO's Hokuriku              |
| Kyoto Purple Sanga | 3:0             | FC Ryukyu                   |
| Montedio Yamagata  | 3:0             | Mitsubishi Mizushima        |
| Avispa Fukuoka     | 1:0             | Sagawa Printing             |
| Vegalta Sendai     | 2:2 (8:7 i. E.) | Universität Sendai          |
| Consadole Sapporo  | 0:2             | Sagawa Express Tokyo        |
| Yokohama FC        | 1:0             | FC Horikoshi                |
| Ventforet Kofu     | 1:0             | Biwako Seikei Sport College |
| Honda              | 3:1             | Universität Fukuoka         |
| Sagan Tosu         | 1:0             | Universität Tsukuba         |
| Thespa Kusatsu     | 3:2             | Ehime FC                    |
| Mito HollyHock     | 9:0             | Ain Food                    |
| Tokushima Vortis   | 7:0             | Sanyo Electric Tokushima    |

### 4. Runde
|                      | Ergebnis        |                      |
| -------------------- | --------------- | -------------------- |
| Kashima Antlers      | 7:0             | Honda Lock           |
| Oita Trinita         | 3:2             | Tokyo Verdy 1969     |
| Nagoya Grampus Eight | 1:0             | ALO's Hokuriku       |
| Omiya Ardija         | 1:0             | Kyoto Purple Sanga   |
| Urawa Reds           | 2:1             | Montedio Yamagata    |
| FC Tokyo             | 2:0             | Avispa Fukuoka       |
| Yokohama F. Marinos  | 4:0             | Vegalta Sendai       |
| Kawasaki Frontale    | 5:1             | Sagawa Express Tokyo |
| Gamba Osaka          | 3:3 (7:6 i. E.) | Yokohama FC          |
| Kashiwa Reysol       | 2:2 (3:1 i. E.) | Vissel Kobe          |
| JEF United Chiba     | 3:2             | Ventforet Kofu       |
| Cerezo Osaka         | 1:1 (4:1 i. E.) | Honda                |
| Júbilo Iwata         | 4:0             | Sagan Tosu           |
| Albirex Niigata      | 1:0             | Thespa Kusatsu       |
| Sanfrecce Hiroshima  | 3:1             | Mito HollyHock       |
| Shimizu S-Pulse      | 5:0             | Tokushima Vortis     |

### Achtelfinale
|                      | Ergebnis |                   |
| -------------------- | -------- | ----------------- |
| Kashima Antlers      | 3:0      | Oita Trinita      |
| Nagoya Grampus Eight | 1:2      | Omiya Ardija      |
| Urawa Reds           | 2:0      | FC Tokyo          |
| Yokohama F. Marinos  | 2:3      | Kawasaki Frontale |
| Gamba Osaka          | 5:3      | Kashiwa Reysol    |
| JEF United Chiba     | 2:6      | Cerezo Osaka      |
| Júbilo Iwata         | 2:1      | Albirex Niigata   |
| Sanfrecce Hiroshima  | 0:3      | Shimizu S-Pulse   |

### Viertelfinale
|                 | Ergebnis |                   |
| --------------- | -------- | ----------------- |
| Kashima Antlers | 0:1      | Omiya Ardija      |
| Urawa Reds      | 2:0      | Kawasaki Frontale |
| Gamba Osaka     | 1:3      | Cerezo Osaka      |
| Júbilo Iwata    | 0:1      | Shimizu S-Pulse   |

### Halbfinale
|              | Ergebnis |                 |
| ------------ | -------- | --------------- |
| Omiya Ardija | 2:4      | Urawa Reds      |
| Cerezo Osaka | 0:1      | Shimizu S-Pulse |

### Finale
|            | Ergebnis |                 |
| ---------- | -------- | --------------- |
| Urawa Reds | 2:1      | Shimizu S-Pulse |